# Нордичний нуар

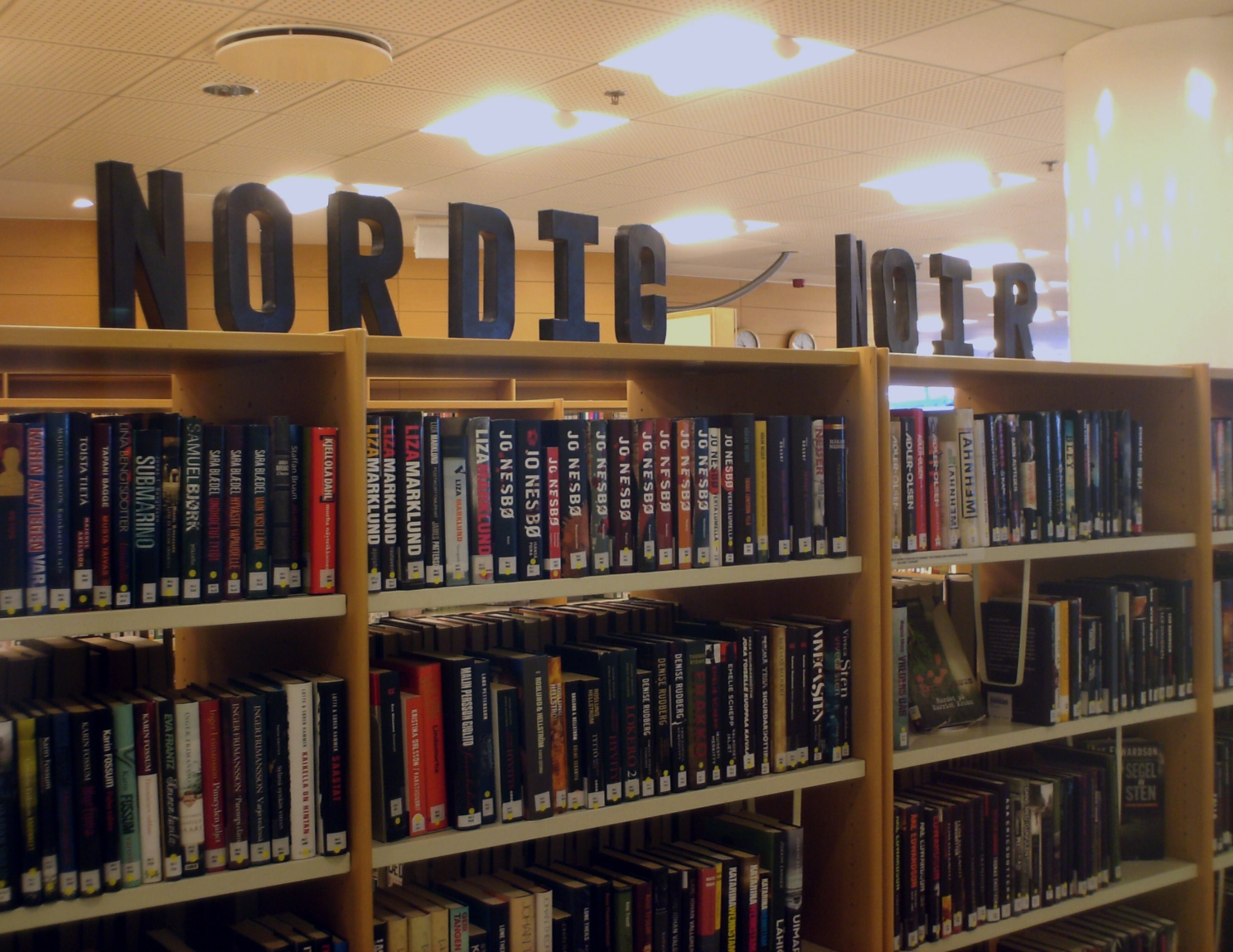
Нордичний Нуар у бібліотеці Гельсінкі

Нордичний нуар (відомий також як скандинавський нуар) — кримінальний жанр, який зазвичай пишеться від імені поліцейських і відбувається у Скандинавії або в одній з інших країн Північної Європи. Розмовне мовлення, що уникає метафор і похмурі ландшафти, призводять до похмурої і морально складної атмосфери, зображаючи напруженість між спокійним тендітним життям більшості і вбивствами, мізогінією, зґвалтуванням та расизмом, які зображенні щось, що лежить в основі. Жанр контрастує із стилем Whodunit, у якому особа вбивці залишається невідомою до останнього. Популярність нордичного нуару поширилася у кіно та на телебаченні, внаслідок чого утворилися такі роботи як «The Killing» та «Міст».

## Витоки жанру
Існують різні погляди на походження, але більшість погоджуються з тим, що жанр утвердився як літературний до 1990-х років. Шведський письменник Геннінг Манкелль, якого іноді називають батьком нордичного нуара зазначає, що декалогія романів про комісара Мартіна Бека від Май Шевалль та Пера Вальо «зламала попередні тенденції кримінальної фантастики і запровадила новий стиль». «На них вплинув і надихнув американський письменник Ед Макбейн. Вони зрозуміли, що існує величезна невивчена територія, на якій кримінальні романи можуть скласти основу для історій, що містять соціальну критику». Керстін Берґман зазначає: «те, завдяки чому романи Шеволла та Валлео виділяються з попередньої вигадки про злочин і що зробило їх настільки впливовим у наступні десятиліття, це, перш за все, свідоме включення критичного погляду на шведське суспільство».
Книги Геннінга Менкелла про Курта Валандера зробили жанр культовим у 1990-х роках. Книги норвезької авторки Карін Фоссу про інспектор Сеєр були дуже популярними та перекладені багатьма мовами. Британський автор Баррі Форшо припустив, що атмосферний роман Петера Хьоґа «Снігове чуття Смілли» мав велику вагу у жанрі, як справжній прародитель «скандинавської нової хвилі» і започаткував популярність скандинавського детективного жанру, яка існує і понині.
Один критик вважає, «Нордичні детективи мають більш респектабельний слід, ніж аналогічні фантастичні твори, виробництва Великої Британії або США». Романи часто є поліцейськими процесуальними, зосередженими на монотонній, щоденній роботі поліції, хоча не завжди передбачають одночасне розслідування кількох злочинів. Прикладами є «Дівчина з татуюванням дракона» і продовження від Стіга Ларссона, детективна серія «Kurt Wallander» Геннінґа Манкелля і романи Май Шевалль, Пера Вальо про Мартіна Бека.

## Особливості
Деякі критики пов'язують успіх жанру з характерним привабливим реалістичними, простими точним стилем, позбавленим зайвих слів. Їхні головні герої — це типово детективи або люди, які надмірно переймаються, і героїчні по-іншому. Таким чином, життя головних героїв висвітлює вади суспільства, які виходять за межі самого злочину. Це пов'язано з методом вирішення таємниці вбивства, зазвичай пов'язану з декількома сюжетними лініями та темами, на кшталт розслідування неприємної зворотної сторони сучасного суспільства. Це продемонстровано на прикладі фільмів «Безсоння», в яких розкриті злочини, що пов'язані із занепадом Скандинавської моделі.
В описах нордичного нуару зазначається, що йому притаманна «тьмяна» естетика, яка відповідає повільному та меланхолійному темпу, а також багатошарові сюжетні лінії. Він часто містить поєднання похмурого натуралізму та невеселих локацій, з акцентом на почуття місця, де можуть трапитися погані речі. Це були відмінні емоції фінського серіалу «Bordertown», які ще більше поєднувалися з атмосферою, що виникала через страх перед Росією .
Роботи також завдячують політичній системі Скандинавії, де видима рівність, соціальна справедливість та лібералізм нордичної моделі розкривають темні таємниці та приховані ненависті. Наприклад, трилогія «Тисячоліття» Стіга Ларссона описує мізогінію та зґвалтування, тоді як Безликі вбивці, створені Генніном Манкеллем, зосереджені на тому, що Швеція не змогла інтегрувати своє іммігрантське населення.

## Телебачення
Термін «нордичний нуар» також застосовується до фільмів і телевізійних серіалів у цьому жанрі. Це можуть бути як адаптації романів, так стрічки за оригінальним сценарієм. Характерними прикладами є The Killing, шведсько-данський серіал "Міст", Trapped, Bordertown і Marcella.
Критик Бойд Тонкін припустив, що британські, але піддані сильному скандинавському впливу, Шетландські острови та Зовнішні Гебриди виростили авторів у суміжній, якщо не зовсім однаковій традиції. Йдеться про представників, таких як Енн Клівз, чиї книги про Шетландські острови були екранізовані, та трилогію Льюїса Пітера Мей. Відносно повільний темп оповіді британських злочинних драм Бродчорч, The Missing і River також приписують до впливу «Скандинавського нуару».
Міжнародні адаптації, такі як французько-британський «Тунель» від Sky Television (адаптований від шведсько-данського «Мосту»), мають свою власну ідентичність, зберігаючи стилістичну та тематичну спорідненість з оригінальними серіями. У той час як американське кіно представило англомовну версію фільму «Дівчина з тату дракона» всесвітній аудиторії, отримуючи похвали і отримавши успіх у касах, американські адаптації, такі як Вбивство, виявились менш критично і довели менш популярний з точки зору реакції аудиторії, ніж оригінальні постановки, прикладом є невпинний інтерес до серіалу «Міжкримінальність» Арне Даля, що спочатку називався «Команда A», та його телевізійних адаптацій.